# Martina Montenegro Espinoza
Martina Montenegro Espinoza (Potrero de Cháidez, Durango, 1 de enero de 1948) es una política mexicana, reconocida por ser la primera presidenta municipal de Mexicali y tener una carrera de más de 50 años en la política en México.

## Trayectoria
Estudió la licenciatura en Administración Pública,  en la Universidad Autónoma de Baja California, y la carrera de maestra en la Escuela Normal Superior con una especialización en ciencias sociales; tiene una maestría en Pedagogía.
Se integró al Partido Revolucionario Institucional en 1968. Inició su carrera en la administración pública en 1971 como primera funcionaria en la secretaría particular de la presidencial municipal de Mexicali; posteriormente, en 1974, tomó protesta como regidora del VIII ayuntamiento, para después convertirse en la primera alcaldesa de ese municipio, en 1975.
En 1984 presidió la Coordinación del Programa de Acción para la Integración de la Mujer al Desarrollo. 
De 1986 a 1989 fue oficial del Registro Civil desde donde promovió que se omitiera la lectura de la Epístola de Melchor Ocampo,  escrita en 1859, por ser ofensiva para la equidad de género.
Fue parte de la LVII Legislatura del Senado, así mismo ha sido diputada local cuando solo compartía con dos diputadas y en la LVI Legislatura Federal  donde apenas había 77 legisladoras de 500 integrantes.
En 2015 fue nombrada delegada municipal en Playas de Tijuana.
También fue presidenta seccional y secretaria general de la Confederación Nacional de Organizaciones Populares.
Coordinó la investigación y publicación del libro Mexicali, 100 años y más de 100 mujeres publicado por el .

## Reconocimientos
- En 1972 fue nombrada Mujer del Año, por el Comité del Año Internacional de la Mujer
- Forjadora del Año 2017, por su destacada labor como funcionaria pública reconocida por el Grupo Madrugadores de Playas de Tijuana.[9]